# Васькинский сельсовет (Курганская область)
Васькинский сельсовет — упразднённые административно-территориальная единица и муниципальное образование со статусом сельского поселения в составе Целинного района Курганской области.
Административный центр — село Пески.
Законом Курганской области от 29.06.2021 № 73 к 9 июля 2021 года сельсовет упразднён в связи с преобразованием муниципального района в муниципальный округ.

## История
В соответствии с Законом Курганской области от 6 июля 2004 года № 419 сельсовет наделён статусом сельского поселения.

## Население
| 1989 | 2002  | 2004  | 2010 | 2012 | 2013 | 2014 |
| ---- | ----- | ----- | ---- | ---- | ---- | ---- |
| 1353 | ↘1153 | ↘1043 | ↘705 | ↘663 | ↘627 | ↘596 |
| 2015 | 2016  | 2017  | 2018 | 2019 | 2020 |      |
| ↘567 | ↘549  | ↘537  | ↘515 | ↘492 | ↘472 |      |

## Состав сельского поселения
| № | Населённый пункт | Тип населённого пункта       | Население |
| - | ---------------- | ---------------------------- | --------- |
| 1 | Васькино         | деревня                      | ↘18       |
| 2 | Молоденки        | деревня                      | ↘90       |
| 3 | Пески            | село, административный центр | ↘597      |